# Organo della basilica di San Bernardino

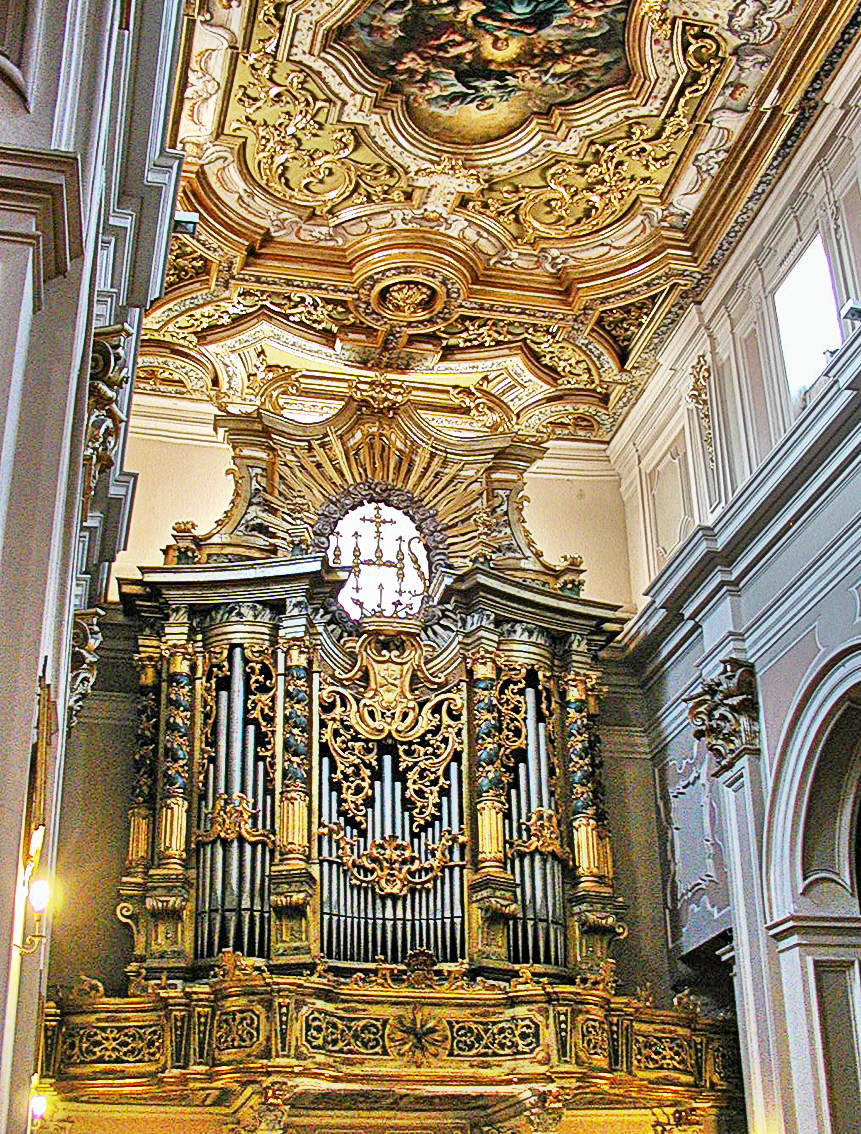
L'organo di controfacciata della basilica di San Bernardino.

L'organo maggiore della basilica di San Bernardino è un pregevole organo a canne della prima metà del XVIII secolo, posto nella basilica di San Bernardino all'Aquila. 

Nella chiesa vi è un secondo organo, situato nell'abside e costruito nel 1939 dalla ditta Mascioni (opus 525), all'interno della cassa settecentesca, che ospitava un precedente organo costruito dai fratelli Domenico Antonio e Raffaele Fedeli nel 1762.

## Storia
La realizzazione dell'organo venne decisa nell'ambito della ricostruzione della basilica di San Bernardino dopo il terremoto del 1703. Lo strumento fu realizzato da Feliciano Fedeli, dell'omonima famiglia di organari marchigiani, che lo portò a compimento nell'ottobre 1726. Dello stesso periodo è la cassa di risonanza che lo contiene, in legno intagliato e decorato, opera di Ferdinando Mosca e che si collega al fastoso soffitto in legno dello stesso artista.
L'organo subì un restauro tra il 1914 e il 1915 ma nei decenni successivi rimase inutilizzato. Nel 1986 il cartiglio dell'autore venne rinvenuto nella bocca di una canna di legno del Principale; dopo un'accurata ricostruzione filologica del materiale mancante, nel 1992 è stato quindi restaurato e rimesso in funzione dagli organari Glauco Ghilardi e Riccardo Lorenzini.
Lo strumento non ha subito danni dal terremoto del 2009 che ha risparmiato la facciata della basilica. È stato comunque sottoposto a restauro e reso nuovamente utilizzabile a partire dal 2015.

## Descrizione
L'organo è collocato sulla parete di controfacciata della basilica di San Bernardino, collocato in una cantoria di muratura con fronte curvilineo in stile barocco. Questa è a sua volta chiusa all'interno di una cassa di risonanza, in legno intagliato, decorata da numerosi fregi; si presenta suddivisa verticalmente in tre campi, separati tra loro da lesene tortili sormontate da capitelli corinzi con decorazioni floreali.
Il prospetto dell'organo presenta 31 canne di stagno ripartite nella seguente maniera: 17 nel campo centrale, formanti una cuspide con ali ascendenti, e 7 nei campi laterali, formanti una cuspide semplice. Le trombe sono posizionate alla base en chamade, cioè sono poste orizzontalmente, caratteristica tipica degli organi francesi e spagnoli e dal secolo scorso... anche italiani. La consolle (a finestra) è sotto il prospetto e dispone di una tastiera di 53 tasti e pedaliera di 11 pedali.
Di seguito, la disposizione fonica dello strumento:
| Colonna di sinistra     |             |
| Tromboni acuti          | Bassi       |
| Tromba duttile          | (al Pedale) |
| Flauto traverso         |             |
| Fagotto                 | 8' Bassi    |
| Violini                 | 8' Soprani  |
| Contrabbassi principale | (al Pedale) |

| Colonna centrale    |          |
| Contrabbasso I      | 16'      |
| Contrabbasso II     | 16'      |
| Principale I        | 8'       |
| Principale II       | 8'       |
| Ottava I            | 4'       |
| Ottava II           | 4'       |
| Duodecima           | 2.2/3'   |
| Decimaquinta        | 2'       |
| Decimanona          | 1.1/3'   |
| Vigesimaseconda     | 1'       |
| Vigesimasesta       | 2/3'     |
| Vigesimanona        | 1/2'     |
| Tromba di battaglia | 8' Bassi |

| Colonna di destra |        |
| Ottavino          | 2'     |
| Flauto in quinta  | 2.2/3' |
| Cornetta          | 1.3/5' |